# دنگلان‌خواجه
دنگلان خواجه، روستایی در دهستان سدن رستاق شرقی بخش مرکزی شهرستان کردکوی استان گلستان ایران است
در زمان‌های گذشته در دنگلان کارگاه‌هایی برای تبدیل شالی به برنج و گندم به آرد وجود داشت که به‌وسیله پره های چوبی با آب کار می کرد و به آن اودنگ (آب‌دنگ) می‌گفتند. بیش‌تر مردم روستا برای تبدیل محصولات خود به آرد و برنج به سوی دنگلان حرکت می‌کردند. دنگ+کلان: دنکلان که به این طریق نام‌گذاری شد و بعدها طبق اسناد موجود دنکلان به دنگلان تغییر یافت چون دارای دو دنگ بزرگ بود و دیگراینکه کاروان‌ها با چهارپایان که دنگل‌ها به گردنشان بود صدای ان شنیده می شد وارد کاروانسرای دنگلان می شدند دنگل+ان:دنگلان نام گرفت

## جمعیت
بر پایه سرشماری عمومی نفوس و مسکن در سال ۱۳۹۵ جمعیت این مکان ۲٬۶۰۱ نفر (۸۶۰خانوار) بوده‌است.